# Beppe Bornaghi
Beppe Bornaghi (Treviglio, 16 de octubre de 1976) es un pianista, compositor y docente de tecnología musical italiano. Inicia su carrera como tecladista de varios grupos musicales. Fue director de un coro de góspel y profesor de música en la escuela secundaria.

## Biografía
Giuseppe (Beppe) Bornaghi nació en Treviglio (BG), Italia, el 16 de octubre de 1976. Empieza a estudiar piano a la edad de doce años y pronto se apasiona por el arte de la composición que estudia en el Conservatorio Donizetti (Bergamo). 
Inició su carrera como tecladista de varios grupos musicales. Se convierte en director del coro góspel de Treviglio "The Spirit Inside", período durante el cual tuvo la oportunidad de colaborar con Cheryl Porter.
En el 2004 lanza su primer álbum Anteprima que contó con la colaboración de los músicos Carlo Pastori al acordeón y Antonello D'Urso a la guitarra. Seguirán otros cinco álbumes instrumentales, uno piano y voz y cuatro sencillos distribuidos por Self, Pirames International y Silente – Multiforce. La presentación de su álbum Esencia (Live in Concert) se realiza el 4 de octubre del 2019 en el Teatro Filodrammatici de Treviglio.

Su música se escucha en más de 32 países del mundo, especialmente en Bélgica, Alemania, Cuba, Tailandia, Inglaterra,  Suecia, Suiza e Italia entrando en las primeras posiciones del ranking de álbumes de música clásica más escuchados en esos países.  Ha sido entrevistado por la London One Radio e Radio Active 20068.

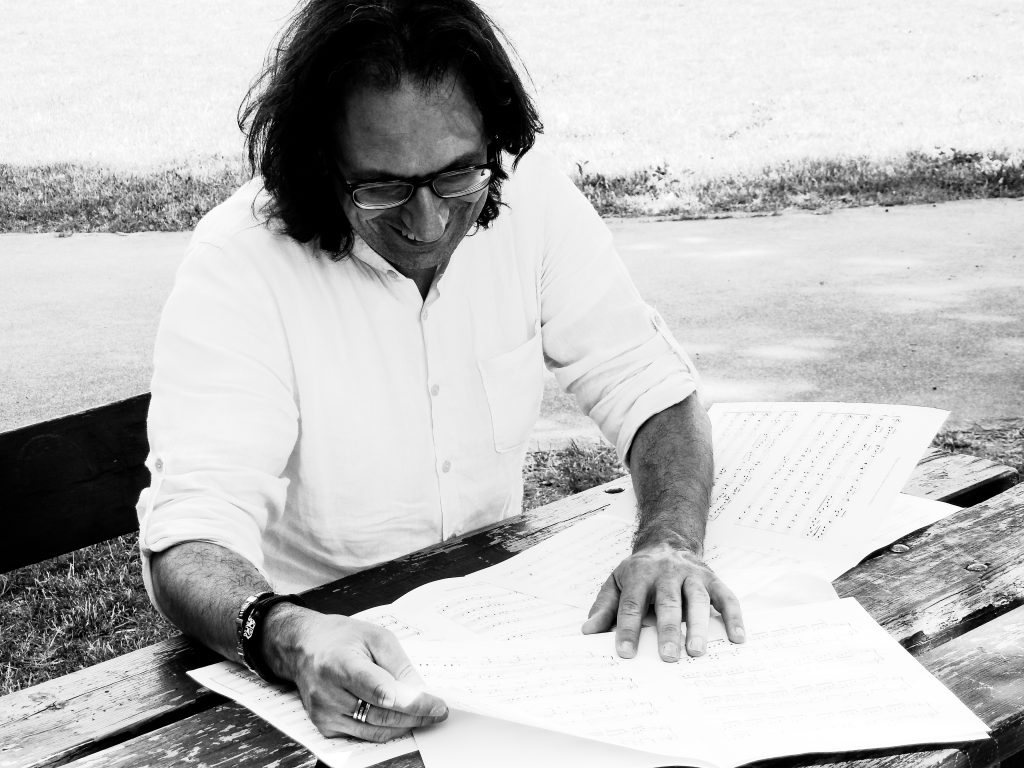
Beppe Bornaghi compositor

A la actividad de compositor desde hace más de veinte años acompaña también la de escritor de libros de tecnología musical escribiendo las guías oficiales para Italia del software Final (MakeMusic), Notion y Studio One (Presonus) publicadas por los editores Aldebaran Editions, Setticlavio Edizioni y Edizioni Curci. 
En el 2014 se convierte en el responsable nacional de Final Italia (MakeMusic y Midimusic), convirtiéndose también por su gran responsabilidad y profesionalismo en responsable nacional de Midimusic Educational Archivado el 3 de julio de 2020 en Wayback Machine. en el 2019.
En 2003 para Studi / Ateneo di scienze, lettere e arti de Bergamo realiza y sostiene una convención sobre la transcripción en edición moderna de las obras de Alfredo Piatti. En 2015 transcribe, comisionado por el teatro Opera de Oviedo, la partitura orquestal (comenzando con las partes separadas editadas por Ricordi) de la ópera Il Duca D’Alba de Donizetti dirigida por el maestro Roberto Tolomelli. También para Ricordi, en colaboración con el musicólogo Lorenzo Frassà, transcribe la obra de oratoria "Judith" de Vittorio Gnecchi con la revisión del maestro Marco Iannelli. [2]

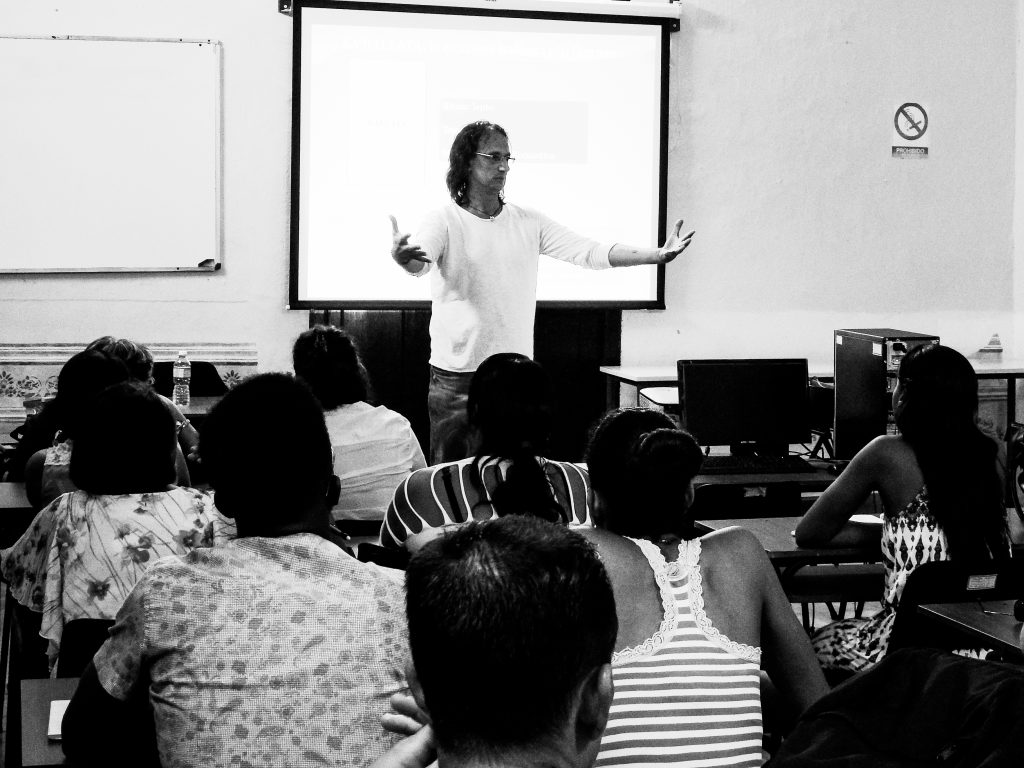
Beppe Bornaghi en la Dante Alighieri de La Habana (2018)

Desde 2010 realiza contenidos multimediales para la Editrice La Scuola.
Ha enseñado tecnología musical al Conservatorio Luca Marenzio (Brescia), al IITM (Roma). Ha impartido cursos de actualización de tecnología en Cremona Musica - International Exhibitions and festival, SAE (Milán), CTRL Room (Nápoles), St. Louis Music Academy (Roma), Facultad de Musicologia (Cremona), Conservatorio “N. Rota” (Monopoli). Ha realizado seminarios sobre el desarrollo y los cambios del idioma italiano en la música desde 1950 hasta la actualidad, en la Dante Alighieri de La Habana, Cuba. Actualmente enseña tecnología musical en el Conservatorio Donizetti (Bergamo) y el CPM (Milán). En 2020 inició a impartir cursos en línea de tecnología musical en colaboración con Curci Fa Scuola.
En 2020 comenzó a impartir cursos de tecnología musical en línea en colaboración con Curci Fa Scuola.
En 2022 comienza la colaboración con doozzoo - Bechstein como responsable de distribución, marketing y formación para profesores de música italianos. También en 2022, comenzó a colaborar con Opusmodus (Structural Composition System) convirtiéndose en el Responsable de ventas y marketing globale. 
Octubre 2022 comienza la colaboración como autor de artículos y reseñas musicales para la revista de arte ArtApp (arte, cultura, apetitos)
A partir de 2023 se unió a la SIMC (Sociedad Italiana de Música Contemporánea)

## Discografía

### Álbum en estudio
- 2004 – Anteprima (Reloaded)
- 2016 – Panta Rei (Pirames International e Multiforce)
- 2017 – Blue Emotions (Pirames International e Multiforce)
- 2017 – Theatre Music (Pirames International e Multiforce)
- 2018 – Resound Moonlight Moods (Pirames International e Multiforce)
- 2019 – Esencia (Multiforce)
- 2019 – Namastè (Multiforce)
- 2022 – Celtic Echoes (Multiforce)

### Grabaciones en directo
- 2020 – Esencia (Live in Concert) (Multiforce)

### Sencillos
- 2018 - Respiro del Alma (Multiforce)
- 2018 - Tú como estaras sin mi (Multiforce)
- 2019 – Theia i volti della Luna (dedicado al libro "Storia perfetta dell'errore" de Roberto Mercadini) (Multiforce)

## Publicaciones

### Partituras
- Night stroll in the narrow of Arles (piano y quartetto de arcos)
- Heart and prejudice (violoncello y piano)
- Semplice Ave Maria (a cuatro voces mixtas)
- Yin e Yang (para dos pianos)
- Agnus Dei (a cuatro voces mixtas)

- Theia i volti della Luna
- Caricia
- Amor y Prejuicio
- Jamais seuls
- Ram
- Ham
- Namaste
- Ibis
- Tripudio
- Heiwa
- Ausencia
- Chiaroscuro
- Il libro de Gaia
- Kaleidoscope

### Transcripciones
Opera 18 de Alfredo Piatti
Opera 24 de Alfredo Piatti
Opera 26 de Alfredo Piatti
Favorita de Alfredo Piatti
Linda de Alfredo Piatti
Marin Faliero de Alfredo Piatti
Sonata V de Alfredo Piatti
Sonata VI de Alfredo Piatti
Variazioni de Alfredo Piatti
Il Duca D’Alba de Gaetano Donizetti
Judith de Vittorio Gnecchi
Toccata I de Giorgio Benati
Promenade de Giorgio Benati

### Varias
- "Studio One: Guida Operativa" – Edizioni Curci
- "Didattica musicale s distanza. Manuale di sopravvivenza" – Edizioni Curci
- "Finale: Guida Operativa" – Edizioni Curci
- "Guía práctica Final 2014 italiana" – Edizioni Setticlavio
- "Guía práctica Final 25 italiana" – Edizioni Setticlavio
- "Guía práctica Final 26 italiana" – Edizioni Setticlavio
- "Messaggio in bottiglia" (cuento para niños) – Casa Musical Eco
- "Semplici poesie" de Mariuccia Tarchini – Edizioni Setticlavio